# Kanishka Raffel
Kanishka de Silva Raffel (ur. 1964 w Londynie) – australijski duchowny anglikański, arcybiskup Sydney i metropolita Prowincji Nowej Południowej Walii Kościoła Anglikańskiego Australii od 2021.
Pochodzi z lankijskiej rodziny buddyjskiej, która mieszkała jako emigranci w Wielkiej Brytanii. Jako dziecko na początku lat siedemdziesiątych XX wieku wraz z rodzicami przeprowadził się do Kanady, a następnie do Australii.
W wieku dorosłym przyjął chrzest i został anglikaninem. Zanim podjął studia teologiczne i formację seminaryjną ukończył literaturę angielską i prawo na Uniwersytecie w Sydney. W 1996 roku przyjął diakonat i prezbiterat. W latach 1996–2016 służył jako duchowny anglikański w Wanniassa (aglomeracja Canberra) i Shenton Park (aglomeracja Perth). W latach 2016–2021 był dziekanem katedry św. Andrzeja w Sydney. Reprezentuje konserwatywny nurt w łonie Kościoła Anglikańskiego Australii i Wspólnoty Anglikańskiej. Jest uczestnikiem prac konferencji GAFCON.
6 maja 2021 roku nadzwyczajny synod wyborczy diecezji Sydney Kościoła Anglikańskiego Australii wybrał go nowym ordynariuszem anglikańskiej diecezji Sydney. 28 maja 2021 roku został konsekrowany i  instalowany na katedrę św. Andrzeja w Sydney.